# 임부 (조선 후기 유생)
임부(林溥)는 조선 후기 유생. 본관은 평택(平澤). 부친은 임한교(林漢喬), 형은 조선 경종 모해설의 연루자인 임완(林浣)이다. 흑산도에 유배를 갔다가 죽임을 당하였다.

## 같이 보기
- 임부